# Seriola Gozzolina
La Seriola Gozzolina è un torrente della Lombardia che scorre nella provincia di Mantova, nella zona dell'Alto Mantovano.
Nasce presso la località Prede di Castiglione delle Stiviere e confluisce dopo 30 km circa nell'Osone a Gazoldo degli Ippoliti, dopo aver attraversato il territorio dei comuni di Castiglione delle Stiviere, Medole, Castel Goffredo e Ceresara.